# Hyds
 Hyds  là một xã ở tỉnh Allier thuộc miền trung nước Pháp.